# إيلينا بوغدان
إيلينا بوغدان (بالرومانية: Elena Bogdan)‏ مواليد 28 مارس 1992 في كرايوفا، هي لاعبة كرة مضرب رومانية بدأت مسيرتها كمحترفة سنة 2009 تلعب باليد اليسرى وتحتل حالياً المرتبة رقم. 353 (18 مايو 2015) في تصنيف رابطة محترفات كرة المضرب. هي إحدى بطلات الجراند سلام. أعلى تصنيف لها في الفردي كان المركز الـ 151 في سنة 2011.

## روابط خارجية
- إيلينا بوغدان على موقع رابطة محترفات التنس (الإنجليزية)
- إيلينا بوغدان على موقع الاتحاد الدولي لكرة المضرب (الإنجليزية)
- إيلينا بوغدان على موقع خلاصة التنس.كوم (الإنجليزية)
- إيلينا بوغدان على موقع إي إس بي إن.كوم (الإنجليزية)